# Vakító napfényben
A Vakító napfényben (eredeti cím: A Bigger Splash) egy 2015-ös olasz-francia filmdráma Luca Guadagnino rendezésében, az 1969-es A medence című film újrafeldolgozása (remakeje). Alain Page történetéből a forgatókönyvet David Kajganich írta. A főszerepekben Tilda Swinton, Matthias Schoenaerts, Ralph Fiennes és Dakota Johnson látható. A film David Hockney 1967-es, azonos című (A Bigger Splash) festményéről kapta a címét.

## Szereplők
| Színész              | Szerep           | Magyar hang        |
| -------------------- | ---------------- | ------------------ |
| Tilda Swinton        | Marianne Lane    | Kiss Eszter        |
| Matthias Schoenaerts | Paul De Smedt    | Makranczi Zalán    |
| Ralph Fiennes        | Harry Hawkes     | Csankó Zoltán      |
| Dakota Johnson       | Penelope Lannier | Csifó Dorina       |
| Aurore Clément       | Mireille         | Menszátor Magdolna |
| Lily McMenamy        | Sylvie           | Vadász Bea         |

## Forgatás
A forgatás 2014. július 25. és 2014. szeptember 26. között zajlott Olaszországban. 

## Kritikai visszhang
A kritikusok többnyire pozitívan értékelték a Vakító napfényt, 184 kritikusból 20 szidta és 160 kritikus dicsérte Luca Guadagnino filmjét a rottentomatoes oldalán, ezzel 89%-os a kritikai átlaga.

## Bevétel
A Vakító napfény Észak-Amerikában 2 024 099 dollárt, a világ többi részén 5 521 659 dollárt hozott, az összes mozibevétele $7 547 068 dollár. 

## Fordítás
- Ez a szócikk részben vagy egészben  az   A Bigger Splash (2015 film) című angol Wikipédia-szócikk fordításán alapul.  Az eredeti cikk szerkesztőit annak laptörténete sorolja fel. Ez a jelzés csupán a megfogalmazás eredetét és a szerzői jogokat jelzi, nem szolgál a cikkben szereplő információk forrásmegjelöléseként.